# Waldshuter Tarifverbund

Logo des Waldshuter Tarifverbundes

Der Waldshuter Tarifverbund (WTV) ist eine Verkehrskooperation im Baden-Württembergischen Landkreis Waldshut, gegründet 1997, um dort für einen einheitlichen ÖPNV-Tarif zu sorgen. Seit dem 1. August 2005 werden auch Verbundeinzelfahrausweise angeboten. 2017 zählte der Verbund 14 Millionen Fahrgäste.
Das Gebiet des Verkehrsverbundes grenzt an die Schweiz (Tarifverbund Schaffhausen, Tarifverbund Nordwestschweiz und Tarifverbund A-Welle im Kanton Aargau), an den Regio-Verkehrsverbund Freiburg, an den Regio Verkehrsverbund Lörrach und den Verkehrsverbund Schwarzwald-Baar. Es existieren Übergangstarife in die Verkehrsverbünde Regio-Verkehrsverbund Freiburg und Regio Verkehrsverbund Lörrach. Das Hochrhein-Ticket gilt sowohl im Gebiet des Waldshuter Tarifverbunds als auch im Tarifverbund A-Welle.
Der WTV ist auch Teilnehmer des Programms KONUS. KONUS steht für die KOstenlose NUtzung des öffentlichen Nahverkehrs für übernachtende Schwarzwaldurlauber. Mit der Konus-Gästekarte können die Schwarzwald-Urlauber ihr Ausflugsziel, den Startpunkt für die Wanderung oder die Skitour usw. gratis ansteuern. Finanziert wird diese Gästekarte über eine pauschale Abgabe von 30 Cent pro Übernachtung.

## Verkehrsbetriebe im WTV
- DB Regio
- SBG Südbadenbus GmbH
- Stadt Laufenburg
- Stadtwerke Bad Säckingen

## Städte und Gemeinden im WTV (Auswahl)
- Bad Säckingen
- Bernau im Schwarzwald
- Bonndorf
- Erzingen (Klettgau)
- Grafenhausen
- Höchenschwand
- Laufenburg
- Stühlingen
- Waldshut-Tiengen
- Wehr